# Bletia
Bletia es un género de unas 33 especies de orquídeas en su mayoría de hábitos terrestres. Se encuentran desde el sur de  Florida hasta  Brasil.

## Descripción
La mayoría son terrestres. Sus pseudobulbos subterráneos (cormos) tienen varios nodos. Los pseudobulbos son de aplanados a globulares y están parcialmente enterrados o totalmente cubiertos de tierra. Están muy próximas a Calanthe.

Hojas picudas y caducas. Pueden estar presentes o ausentes de una a tres hojas estrechas, alargadas de color verde plateado, en el momento de la floración. El tallo emerge con varias brácteas envolventes de diversas longitudes.

La inflorescencia es lateral elevándose desde los nódulos. Una sola o en racimo  con espectaculares floraciones, y una amplia gama de color en sus flores, púrpura, rojo, amarillo, marrón, incluso verde. Un lábelo espectacular que presenta un callo y varias crestas. Posee ocho polinia.

Florecen en primavera, verano u otoño.

## Distribución y hábitat
Las especies de este género son de hábitos terrestres en su mayoría y se encuentra en los prados de hierba desde el nivel del mar a altitudes de 2700 m s. n. m. desde el sur de Florida, hasta  Brasil. 

## Cultivo
Los miembros de este género se crían fácilmente en cultivo y son resistentes a las sequías. El cultivo de cada especie requiere unas condiciones específicas que corresponden con las de su hábitat natural. Muchas de ellas se pueden situar en placas, por lo que sus raíces pueden recibir corrientes de aire y aguantar ciclos de humedad o sequía. 
Nombre comúnorquídea pino-rosa

## Taxonomía
El género fue descrito por Ruiz & Pav. y publicado en Florae Peruvianae, et Chilensis Prodromus 119, pl. 26. 1794.
Etimología
Bletia  (abreviado Bleti.): nombre genérico nombrado en honor del farmacéutico y botánico español del siglo XIX Luis Blet, quien atendía un jardín botánico en Algeciras.

## Especies deBletia
| - Bletia adenocarpa Rchb.f. (1856) - Bletia amabilis C.Schweinf. (1938) - Bletia antillana M.A.Diaz & Sosa (1997) - Bletia campanulata Lex. (1825) - Bletia candida Kraenzl. (1920) - Bletia catenulata Ruiz & Pav. (1798 - especie tipo - Bletia coccinea Lex. (1825) - Tonaloxochitl de México, tzacuxochitl altera - (1) - - Bletia concolor Dressler (1968) - Bletia ensifolia L.O.Williams (1946) - Bletia florida (Salisb.) R.Br. (1813) - Bletia gracilis Lodd. (1833) - Bletia greenmaniana L.O.Williams (1946) - Bletia greenwoodiana Sosa (1994) - Bletia lilacina A.Rich. & Galeotti (1845) - Bletia macristhmochila Greenm. (1897) - Bletia meridana (Rchb.f.) Garay & Dunst. (1976) - Bletia mexicana (Greenm.) Sosa & M.W.Chase (2020) - Bletia neglecta Sosa (1994) | - Bletia nelsonii Ames (1922) - Bletia netzeri Senghas (1993) - Bletia parkinsonii Hook. (1839) - Bletia patula Hook. (1836) - Bletia punctata Lex. (1825) - Bletia purpurata A.Rich. & Galeotti (1845) - Bletia purpurea (Lam.) DC. (1840) - Bletia reflexa Lindl. (1836) - Bletia riparia Sosa & Palestina (2002) - Bletia roezlii Rchb.f. (1876) - Bletia stenophylla Schltr. (1919) - Bletia tenuifolia Ames & C.Schweinf. (1933) - Bletia uniflora Ruiz & Pav. (1798) - Bletia urbana Dressler (1968) - Bletia villae Soto Arenas (2008) - Bletia warfordiana Sosa (1994) |

(1) esta planta en el México prehispánico se utilizaron sus cormos para la obtención de "Tzacuhtli" o pegamento para el arte plumario.

## Notoespecies deBletia
- Bletia × ekmanii Serguera & Sánchez Los (2011)  = (Bletia patula × Bletia purpurea)
- Bletia × similis Dressler (1968)  = (Bletia adenocarpa × Bletia concolor)
- Bletia × tamayoana  S.Rosillo ex Saltero (1993)  = (Bletia amabilis × Bletia coccinea)